# Matthew Henry Richey
Matthew Henry Richey, QC (* 10. Juni 1828 in Windsor, Nova Scotia; † 21. Februar 1911) war ein kanadischer Politiker. Er war zweimal Bürgermeister der Stadt Halifax, Abgeordneter im kanadischen Unterhaus und Vizegouverneur der Provinz Nova Scotia.

## Biografie
Richey war der Sohn eines aus Nordirland eingewanderten methodistischen Predigers. Er studierte Recht und erhielt 1850 die Zulassung als Rechtsanwalt, woraufhin er in Halifax eine Kanzlei eröffnete. 1858 wurde er in den Stadtrat von Halifax gewählt, dem er fünf Jahre lang angehörte. 1864 folgte die Wahl zum Bürgermeister, dieses Amt hatte er bis 1867 inne. Seine zweite Amtszeit als Bürgermeister dauerte von 1875 bis 1878.
Richey trat als Kandidat der Liberal-konservativen Partei zur Unterhauswahl 1878 an und vertrat daraufhin den Wahlbezirk Halifax. Im Jahr 1882 gelang ihm die Wiederwahl. Er gab sein Parlamentsmandat auf, als Generalgouverneur Lord Lorne ihn 1883 als Vizegouverneur der Provinz Nova Scotia vereidigte. Dieses repräsentative Amt übte er fünf Jahre lang aus.